# Captain Marvel Adventures
Captain Marvel Adventures este o antologie de benzi desenate cu Căpitanul Marvel (Shazam) publicată de editura Fawcett Comics în perioada Epocii de Aur a benzilor desenate.

## Istoric
Înaintea să apară în această antologie, Căpitanul Marvel a fost personajul principal al cărții de benzi desenate Whiz Comics⁠(d). Captain Marvel Adventures a fost publicată pentru prima dată în 1941, iar primul număr a fost scris și desenat de Joe Simon⁠(d) și Jack Kirby. Antologia a avut un succes imens: cu peste 14 milioane de exemplare vândute în 1944, aceasta era publicată la un moment dat de două ori pe săptămână, având un tiraj de 1.3 milioane de exemplare pe număr. Pe coperta unor numere se menționează că are cel mai mare tiraj dintre toate cărțiile de benzi desenate. Antologia a fost anulată după numărul 150 în noiembrie 1953.
Pe lângă aventurile Căptainului Marvel, numerele prezentau uneori și aventurile altor personaje precum Captain Kid.
Otto Binder⁠(d) și C. C. Beck⁠(d) au introdus antagoniști⁠(d) precum Ibac⁠(d) (numărul 18), Mister Mind și Monster Society of Evil⁠(d) (numărul 26) și Mister Atom⁠(d) (numărul 78). Cel mai important număr al antologiei a fost numărul 18 - introducerea personajului Mary Marvel⁠(d) și a familia Marvel⁠(d). De asemenea, Tawky Tawny⁠(d) a fost prezentat în numărul 79.

## Moștenire
Succesul antologiei de benzi desenate a determinat DC Comics să intenteze un proces⁠(d) editurii Fawcett Comics pentru plagiat, deoarece Superman era mult prea asemănător cu Căpitanul Marvel. DC Comics a câștigat procesul.

## Ediții de colecție
- The Monster Society of Evil: Deluxe Limited Collector's Edition (1989, American Nostalgia Library, ISBN: 0-948248-07-6). Compliată și realizată de Mike Higgs⁠(d). Include întregul arc narativ „Monster Society of Evil” publicat timp de doi ani în Captain Marvel Adventures #22–46 (1943–1945). Au fost tipărite doar 3.000 de ediții hardcover ale lucrării.[14]